# Potheae
Potheae, tribus kozlačevki, dio potporodice Pothoideae. Sastoji se od dva roda, tipičnog Pothos, i jednog monotipičnog.

## Rodovi
1. Pothoidium Schott
2. Pothos L.

- Pedicellarum M.Hotta sinonim za Pothos